# Tiếng Talysh
Tiếng Talysh (Tolışi / Толыши / о تالشه زَوُن) là một ngôn ngữ Tây Bắc Iran được sử dụng ở mạn bắc của các tỉnh Gilan và Ardabil của Iran và đông nam của Cộng hòa Azerbaijan bởi khoảng 200.000 người. Lịch sử ngôn ngữ và dân tộc có thể bắt nguồn từ thời Iran trung cổ trở lại thời tiếng Media cổ. Nó bao gồm nhiều phương ngữ thường được chia thành ba cụm chính: Bắc (ở Azerbaijan và Iran), Trung (Iran) và Nam (Iran). Tiếng Talysh thông hiểu một phần với tiếng Ba Tư. Tiếng Talysh được đánh giá là "ngôn ngữ đang bị đe doạ" bởi UNESCO tại Sách đỏ về ngôn ngữ thế giới đang bị đe doạ.

## Lịch sử
Nguồn gốc của tên gọi Tolish không rõ ràng nhưng có khả năng khá cũ. Tên của người Talysh xuất hiện trong các nguồn tiếng Ả Rập cổ đại là Al-Taylasân và trong các nguồn tiếng Ba Tư là Tâlišân và Tavâliš, là các dạng số nhiều của Tâliš. Bắc Talysh (thuộc Cộng hòa Azerbaijan) trong lịch sử được gọi là Tâlish-i Guštâsbi. Talysh luôn được nhắc đến với Gilan hoặc Muqan. Hamdallah Mostowfi (1330) gọi ngôn ngữ Gushtaspi (bao trùm vùng biên giới Caspi giữa Gilan đến Shirvan) là ngôn ngữ Pahlavi kết nối với ngôn ngữ của Gilan. Mặc dù không được xác nhận, ngôn ngữ được gọi trong ngôn ngữ học Iran là ngôn ngữ Azari cổ có thể là tiền thân của cả tiếng Talysh và tiếng Tat. Giả thuyết của Miller (1953) rằng Âzari của Ardabil là một dạng Talysh đã được Henning (1954) xác nhận. Trong văn học phương tây, những người nói ngôn ngữ này đôi khi được gọi là Talish, Talesh hoặc Tolash. Nói chung, các tài liệu về Talesh rất hiếm.

## Phân bố
Ở bắc Iran, có sáu thành phố nơi tiếng Talysh được nói: Masal, Rezvanshar, Talesh, Fuman, Shaft và Masuleh (ở những thành phố này, một số người cũng nói tiếng Gilak và tiếng Thổ Nhĩ Kỳ). Các thị trấn duy nhất mà tiếng Talysh được nói riêng lẻ là các thị trấn Masal và Masuleh. Tại các thành phố khác, ngoài tiếng Talysh, người ta còn nói tiếng Gilak và tiếng Azerbaijan. Ở Azerbaijan có tám thành phố nói tiếng Talysh: Astara (98%), Lerik (90%), Lenkoran (90%), Masalli (36%).

## Phân loại và ngôn ngữ liên quan
Tiếng Talysh thuộc nhánh Tây Bắc Iran của ngữ hệ Ấn-Âu. Ngôn ngữ liên quan mật thiết nhất đến tiếng Talysh là tiếng Tat. Nhóm phương ngữ Tat được nói trên phạm vi Talysh ở phía tây nam (Kajal và Shahrud) và phía nam (Tarom). Nhóm phương ngữ Tat này không nên nhầm lẫn với nhóm Tat có liên quan nhiều hơn đến tiếng Ba Tư. Tiếng Talysh cũng chia sẻ nhiều đặc điểm và cấu trúc với tiếng Zaza, hiện được nói ở Thổ Nhĩ Kỳ và các ngôn ngữ Caspi và tiếng Semnan tại Iran.

## Chữ viết
Hệ thống nguyên âm trong tiếng Talysh đa dạng hơn so với tiếng Ba Tư chuẩn. Sự khác biệt nổi bật là nguyên âm trước ü trong phương ngữ miền trung và miền bắc và nguyên âm giữa ə. Năm 1929, một bảng chữ cái gốc Latinh đã được tạo ra cho tiếng Talysh ở Liên Xô. Tuy nhiên, vào năm 1938, nó đã được đổi thành chữ viết dựa trên Kirin, nhưng nó không được sử dụng rộng rãi vì nhiều lý do, bao gồm cả hợp nhất chính trị Stalin của các nước cộng hòa của Liên bang Xô viết. Ngày nay, chữ Ba Tư-Ả Rập và chữ Azerbaijan Latinh được sử dụng lần lượt ở Iran và Azerbaijan.